# بناروان
بناروان هي قرية في مقاطعة ميانة، إيران. عدد سكان هذه القرية هو 287 في سنة 2006.